# Eremapis parvula
Eremapis parvula là một loài Hymenoptera trong họ Apidae. Loài này được Ogloblin mô tả khoa học năm 1956.